# Estadio Ramón Sánchez Pizjuán
Het Estadio Ramón Sánchez Pizjuán is het stadion waar voetbalclub Sevilla FC diens thuiswedstrijden speelt. Het stadion is vernoemd naar voormalig voorzitter Ramón Sánchez-Pizjuán en is de vervanger van Estadio de Nervión.

## Idee en aanvang bouw
In 1954 won architect Manuel Muñoz Monasterio in de keuze voor het beste bouwidee. Hij was eveneens betrokken bij de bouw van Estadio Santiago Bernabéu en Estadio Mestalla. Het idee bestond uit een stadion met een capaciteit van 70.329 bezoekers. De toenmalige voorzitter Ramón Sánchez-Pizjuán van de club overleed in 1956, waardoor hij zijn droom voor een nieuw stadion geen werkelijkheid zag worden. Zijn opvolgers zette de plannen voor het nieuwe stadion echter door. 

## Ingebruikname en verbouwingen
Het stadion werd in eerste instantie onafgemaakt in gebruik genomen. De bovenste gedeelten van de noord- en zuidtribune ontbraken en een gedeelte van de westzijde werd niet gebruikt. Op 7 september 1958 werd de eerste (vriendschappelijke) wedstrijd Sevilla FC - Real Jaén gespeeld. De eerste officiële wedstrijd vond plaats tijdens de tweede speelronde tussen Sevilla FC - Real Betis in de Primera División van het seizoen 1958/1959. Gedurende dat seizoen werd de westzijde van het stadion in gebruik genomen. In 1975 volgde de voltooiing van de bovenste delen van de noord- en zuidtribune.
In 1982 werd de maximale capaciteit naar 66.000 supporters teruggebracht, dit gezien de wettelijke voorschriften die toen golden. Tegelijkertijd werd het stadion verbouwd voor het WK voetbal van 1982. Zo werden er hekken verwijderd en looppaden aangelegd. Bovendien werd de westzijde voorzien van een dak en mozaïek.
Circa 1997 meldde de UEFA dat stadions hun capaciteit volledig moesten voorzien van zitplaatsen; staanplaatsen waren niet langer toegestaan. Hierdoor werd de maximale capaciteit van het stadion teruggebracht tot maximaal 43.000 toeschouwers.
In 2015 werd gestart met de meest recente verbouwing, die momenteel nog steeds wordt voortgezet middels renovatiewerkzaamheden. Onder andere de stoelen, tribunebekleding (glazen panelen in plaats van hekken), scoreborden, buitengevels, toiletten en eet- en drinkgelegenheden werden vernieuwd. Bovendien werd ook de oosttribune uitgebreid. Momenteel biedt het stadion plaats aan maximaal 43.883 supporters.

## Noemenswaardige wedstrijden

### Internationale wedstrijden
Tijdens het WK voetbal 1982 in Spanje werden er twee duels gespeeld in dit stadion. Op 14 juni 1982 werd de wedstrijd Brazilië en de Sovjet-Unie (uitslag 2-1) gespeeld, gevolgd door West-Duitsland tegen Frankrijk (3-3 en 5-4 na strafschoppen) op 8 juli 1982.
| №  | Datum        | Wedstrijd                  | Uitslag       | Competitie                  | Toeschouwers |
| -- | ------------ | -------------------------- | ------------- | --------------------------- | ------------ |
| 1. | 14 juni 1982 | Brazilië – Sovjet-Unie     | 2 – 1         | FIFA WK 1982 - groepsfase   | 68.000       |
| 2. | 21 juni 1982 | West-Duitsland – Frankrijk | 3 – 3 (5 – 4) | FIFA WK 1982 - halve finale | 63.000       |

### Europese finales
Op 7 mei 1986 was het stadion het decor voor de finale van de UEFA Europacup I 1985/86 tussen FC Barcelona en Steaua Boekarest. De Roemenen wonnen de wedstrijd na strafschoppen. Op 18 mei 2022 was het stadion opnieuw decor voor een Europese finale, ditmaal voor de eindstrijd in de UEFA Europa League 2021/22 tussen Eintracht Frankfurt en Rangers FC. De Duitsers wisten de wedstrijd na strafschoppen te winnen.
| №  | Datum       | Wedstrijd                          | Uitslag       | Competitie                 | Toeschouwers |
| -- | ----------- | ---------------------------------- | ------------- | -------------------------- | ------------ |
| 1. | 7 mei 1986  | FC Steaua Boekarest – FC Barcelona | 0 – 0 (2 – 0) | UEFA Eurocup I 1985/86     | 59.000       |
| 2. | 18 mei 2022 | Eintracht Frankfurt – Rangers FC   | 1 – 1 (5 – 4) | UEFA Europa League 2021/22 | 38.842       |